# Glazură

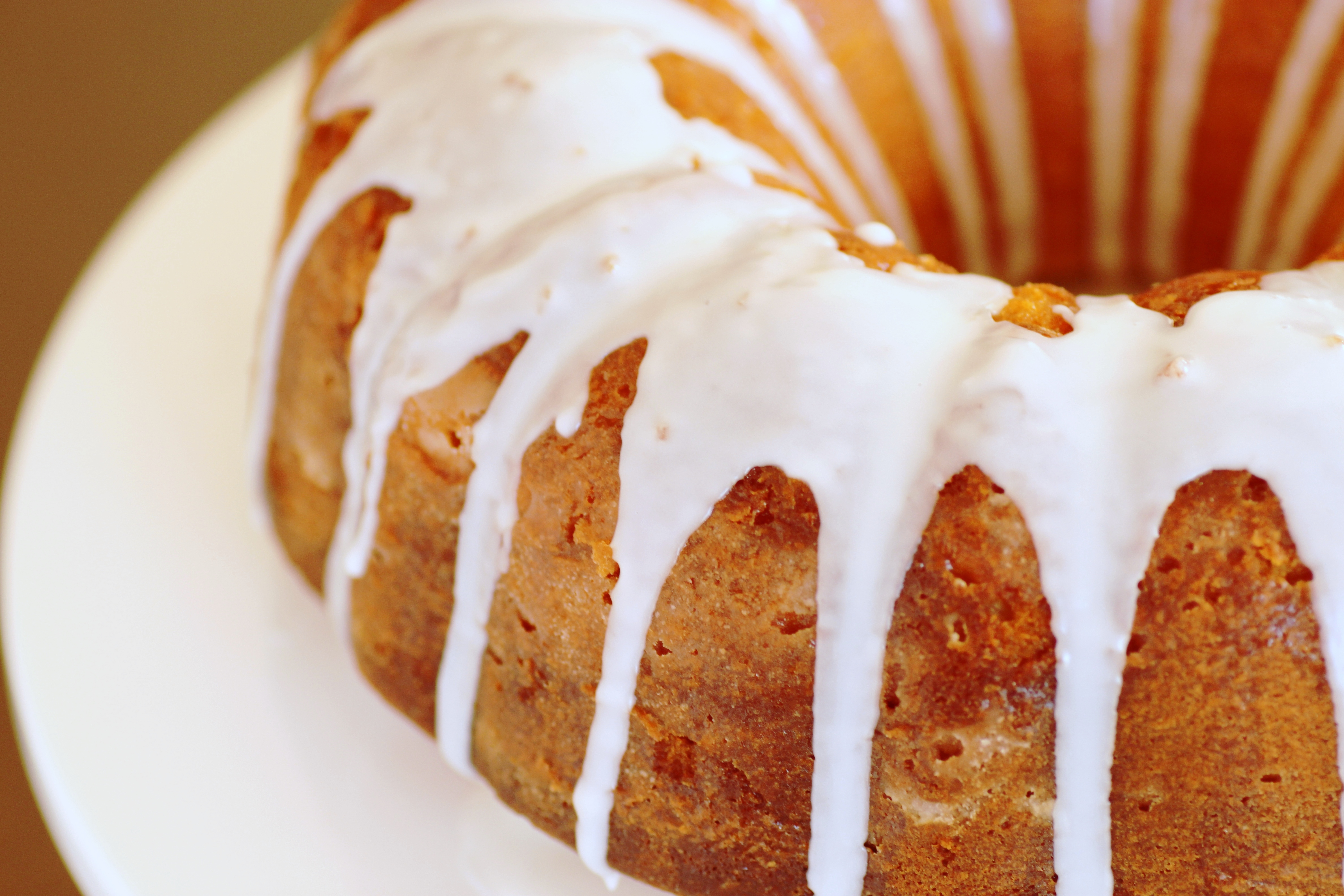
Glazură vizibilă pe un tort.

Glazura, (glazuri, s.f.) este un strat subțire de zahăr ars, de ciocolată, de serbet etc. cu care se acoperă unele prăjituri, bomboane, fructe etc., pentru a le da un gust si un aspect mai plăcut.